# Astra A-80
Astra A-80 je polavtomatska pištola, ki je nastala v španski tovarni Astra-Unceta y Cia SA, točneje v njenih poskusnih obratih v mestu Guernica.

## Zgodovina
Pištola je nastala leta 1981 po vzoru pištole SIG-Sauer P-226. Tako je na zunaj »Astra« povsem enaka svoji vzornici, da pa bi se izognili tožbam, so spremenili način delovanja te pištole v primerjavi s švicarsko. Serijska proizvodnja je stekla leta 1982, ko so bile odpravljene prve pomankljivosti, ki so se pojavile pri prototipnih izdelkih.

## Opis
A-80 je izdelana iz jekla, kot rečeno, pa povsem sledi linijam Sigove pištole, le, da je od nje malce krajša (zaklep in cev) kar vizualno naredi pištolo bolj kompaktno in ji daje unikaten videz. Izvlačilec tulcev je narejen tako, da služi hkrati tudi kot indikator naboja v cevi (zunanja varijanta). Pištola deluje na principu kratkega trzanja cevi in uporablja tako imenovani prilagojeni browningov princip, za kar poskrbi eno rebro, nameščeno pred del ležišča naboja na zgornji strani cevi. Podaljšano ležišče naboja pa hkrati »zaklepa« zaklep v prostor za izmetavanje tulcev. Povratna vzmet je fiksirana na vodilo cevi, ki je enovito in je izdelano iz jekla. Pištola je izdelana z osnovnim tipom varovanja in ima po vzoru P-226 na koncu zaklepišča nameščen vzvod za varno spuščanje kladivca. Vzvod za razstavljanje pištole je nameščen na desni strani ogrodja, prav tako neposrečeno pa je nameščen gumb za sproščanje nabojnika, ki je nameščen na spodnji strani ročaja. Glede na to, da je pištola namenjena bojni uporabi, so prednji merki fiksni, zadnji pa nastavljivi (tritočkovni merki), pištola pa ima preproste plastične obloge ročaja.